# بني ناجى (القفر)
بني ناجى محلة تابعة لقرية صيحان، التابعة لعزلة بني عمر العالي بمديرية القفر إحدى مديريات محافظة إب في الجمهورية اليمنية، بلغ تعداد سكانها 210 حسب تعداد اليمن لعام 2004.